# Nankingi csata
A nankingi csata a második kínai–japán háború egyik meghatározó és tragikus fejezete volt, amely 1937 decemberében zajlott le a kínai főváros, Nanking falai között és környékén. Ebben a kegyetlen ütközetben a Japán Birodalmi Hadsereg elsöprő erővel rohanta le a várost, megtörve a kínai védelem utolsó bástyáit, és kényszerítve a Kuomintang erőit a visszavonulásra. Nanking eleste nem csupán katonai vereséget jelentett, hanem a kínai nemzeti öntudat és a politikai stabilitás szempontjából is mély sebet ejtett, hiszen a város a kínai kormányzat székhelyeként stratégiai és szimbolikus jelentőséggel bírt. A csata és az azt követő események – különösen a hírhedt nankingi mészárlás – a japán agresszió brutalitásának szimbólumává váltak, és máig elevenen élnek a történelmi emlékezetben, mind Kínában, mind a nemzetközi közösségben.

## Háttér
A második kínai–japán háború gyökerei 1937 júliusára nyúlnak vissza, amikor a Marco Polo hídi incidens kipattanása után a japán erők átfogó offenzívát indítottak Kína ellen. Rövid idő alatt ellenőrzésük alá vonták a Sárga-folyótól északra eső területeket, köztük Hopej és Santung tartományokat, remélve, hogy gyors sikereik megtörik a kínai ellenállást. Ám a japán várakozásokkal szemben a Kuomintang vezetője, Csang Kaj-sek, nem hajolt meg a nyomás előtt. Stratégiája egy elhúzódó, védekező háború volt, amely a japán erőforrások kimerítésére és a nemzetközi támogatás megnyerésére irányult. E terv részeként a kínaiak új frontot nyitottak a sanghaji csatában, amely 1937 augusztusától novemberig tartott. Ez az ütközet heves harcok után japán győzelemmel zárult, ám a Kuomintang hadserege nem omlott össze, és a japánok nem érték el végső céljukat: a kínai vezetés kapitulációját. A sanghaji kudarc után a japán hadvezetés figyelme Nankingra, a kínai politikai és kulturális központ felé fordult, amely a Jangce-delta szívében feküdt, és a kínai ellenállás megtörésének kulcsát jelentette.
A japánok számára Nanking elfoglalása nemcsak katonai, hanem pszichológiai győzelmet is ígért, hiszen a város a kínai nemzeti egység szimbóluma volt. A kínai vezetés azonban tisztában volt a helyzet súlyosságával: a sanghaji csata kimerítette erőiket, és a japánok technológiai fölénye – különösen légierejük és páncélosaik – szinte leküzdhetetlen akadályt jelentett. Csang Kaj-sek ezért egy kettős stratégiát választott: egyrészt felkészült a város védelmére, másrészt már az offenzíva előtt megkezdte a kormányzat kulcsfontosságú intézményeinek evakuálását Vuhanba és Csungkingba.

## Tervek
A sanghaji csata lezárultával a japán erők a Jangce folyó mentén, Nankingtól mintegy 240 kilométerre keletre állomásoztak, készen arra, hogy végső csapást mérjenek a kínai fővárosra. 1937. november 7-én a japán Császári Nagy Főhadiszállás összeült, és elrendelte a nankingi hadjáratot, amelyet két nagy egységre bíztak: a Sanghaji Expedíciós Hadseregre (9., 13. és 16. hadosztály) és a 10. Hadseregre (6., 18. és 114. hadosztály). Az előbbi a Taj-tótól északra, az utóbbi pedig a tótól délre indult meg, hogy kétirányú támadással kerítsék be a várost. A japánok minden egységhez négy hadosztályt rendeltek, összesen mintegy 200 000 katonát mozgósítva, és a hadműveletek összehangolására Macui Ivane tábornokot nevezték ki, aki a Közép-kínai Regionális Hadsereg parancsnokaként irányította az offenzívát. A támadás november közepén vette kezdetét, a japánok pedig eltökélték, hogy villámgyorsan áttörnek a kínai védelmen, kihasználva a légi és tüzérségi fölényüket.
A kínai oldalon Csang Kaj-sek már szeptemberben felismerte, hogy Nanking hosszú távú megvédése szinte lehetetlen a japán túlerővel szemben. A város politikai és kulturális jelentősége miatt azonban nem akarta harc nélkül átengedni az ellenségnek, hiszen ez a Kuomintang hatalmának és a nemzeti morálnak végzetes csapása lett volna. Ezért 1937. szeptember 8-án Tang Shengzhi tábornokot bízta meg a védelem megszervezésével, akinek feladata az volt, hogy a rendelkezésre álló erőkkel minél nagyobb veszteségeket okozzon a japánoknak, miközben időt nyer a visszavonulásra. A kínaiak 12 hadosztályt – összesen körülbelül 100 000 katonát – vontak össze Nanking és előterének védelmére, ám ezek az egységek a sanghaji csatában elszenvedett veszteségek miatt erősen legyengültek, és sokuk alig rendelkezett megfelelő kiképzéssel vagy felszereléssel. Emellett egy ellentámadást is terveztek a Csientang folyónál, hogy lassítsák a japán előrenyomulást, de a terv kivitelezése a kaotikus állapotok miatt kérdéses maradt. Tang Shengzhi elszántsága ellenére a kínai védelem esélyei eleve csekélyek voltak a japánok professzionális hadigépezetével szemben.

## A csata menete

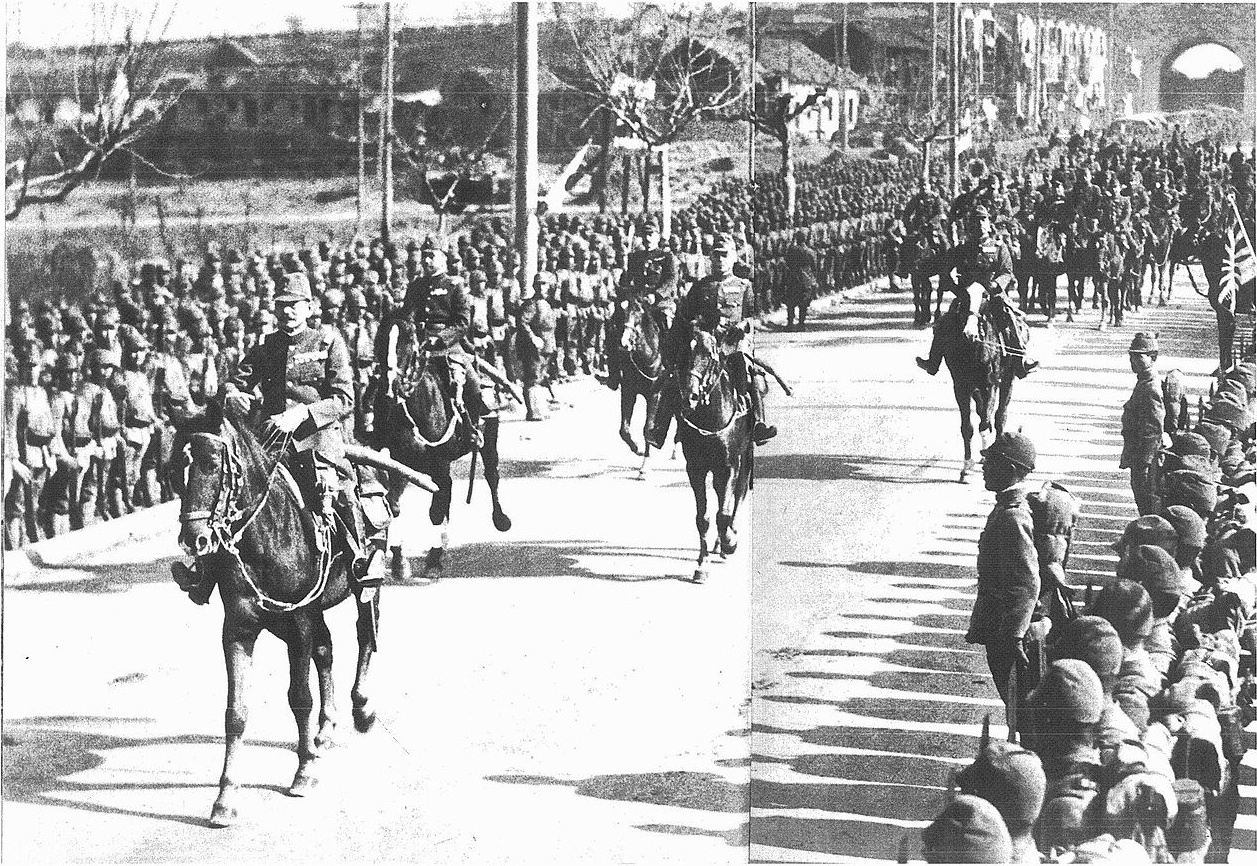
Macui tábornok bevonul Nankingba, 1937. december 13.

A japán hadsereg a nankingi offenzíva során minden rendelkezésére álló eszközt bevetett: taktikai légi támogatást, nagy hatótávolságú tüzérséget és páncélos egységeket alkalmazott, hogy megtörje a kínai ellenállást. A kínaiak megerősített állásait – különösen a város körüli erődítményeket – a japán előőrsök ügyesen megkerülték, majd a felzárkózó egységek bekerítéssel és koncentrált támadásokkal számolták fel őket. November 19-én a japánok elfoglalták Szucsout, a Taj-tó északi partján fekvő stratégiai fontosságú várost, ezzel megnyitva az utat Nanking felé. Csang Kaj-sek kétségbeesett kísérletet tett a front megerősítésére: öt szecsuáni hadosztályt és két dandárt rendelt a város védelmére, ám ezek az egységek helyi hadurak alá tartoztak, és a japán előrenyomulás láttán sokuk dezorganizáltan visszavonult vagy egyszerűen szétoszlott, tovább gyengítve a kínai pozíciókat.
November 30-ra a japán hadsereg két szárnya – délkeletről és délnyugatról – elérte Nanking külterületét, és megkezdte a város bekerítését. A japán légierő folyamatos bombázásai romba döntötték a védelmi vonalakat, míg a földi erők módszeresen szorították vissza a kínaiakat. December 7-én Csang Kaj-sek elhagyta a várost, a parancsnokságot Tang Shengzhire bízva, aki elszántan próbálta tartani a frontot. December 11-re azonban a kínai ellenállás fokozatosan összeomlott: a védők morálja megtört, a kommunikáció megszakadt, és a városban káosz uralkodott. Másnap Csang visszavonulási parancsot adott ki, mire a kínai csapatok pánikszerűen menekültek, sokan a Jangce folyón át próbálva elhagyni a területet. 1937. december 13-án a japán erők teljes ellenőrzés alá vonták Nankingot, bevonulva a lerombolt Zhongshan kapun keresztül.
A csata során a kínaiak veszteségei elképesztő méreteket öltöttek: a város és előterének védelmében körülbelül 70 000 katona halt meg vagy sebesült meg. A visszavonulás előtt a kínaiak számos kulcsfontosságú épületet – köztük raktárakat és kormányzati létesítményeket – felgyújtottak, hogy ne juthassanak japán kézre, ezzel tovább növelve a pusztítást. A japánok gyors előrenyomulása ellenére a kínai védelem helyenként hősies ellenállást tanúsított, különösen a városfalaknál és a stratégiai magaslatokon, mint a Zijin-hegy. A civilek számára a harcok valóságos poklot jelentettek: a japán bombázások és a tüzérségi tűz elől sokan próbáltak menekülni, ám a városba érkező japán csapatok kegyetlensége új fejezetet nyitott a szenvedések sorában.

## Veszteségek

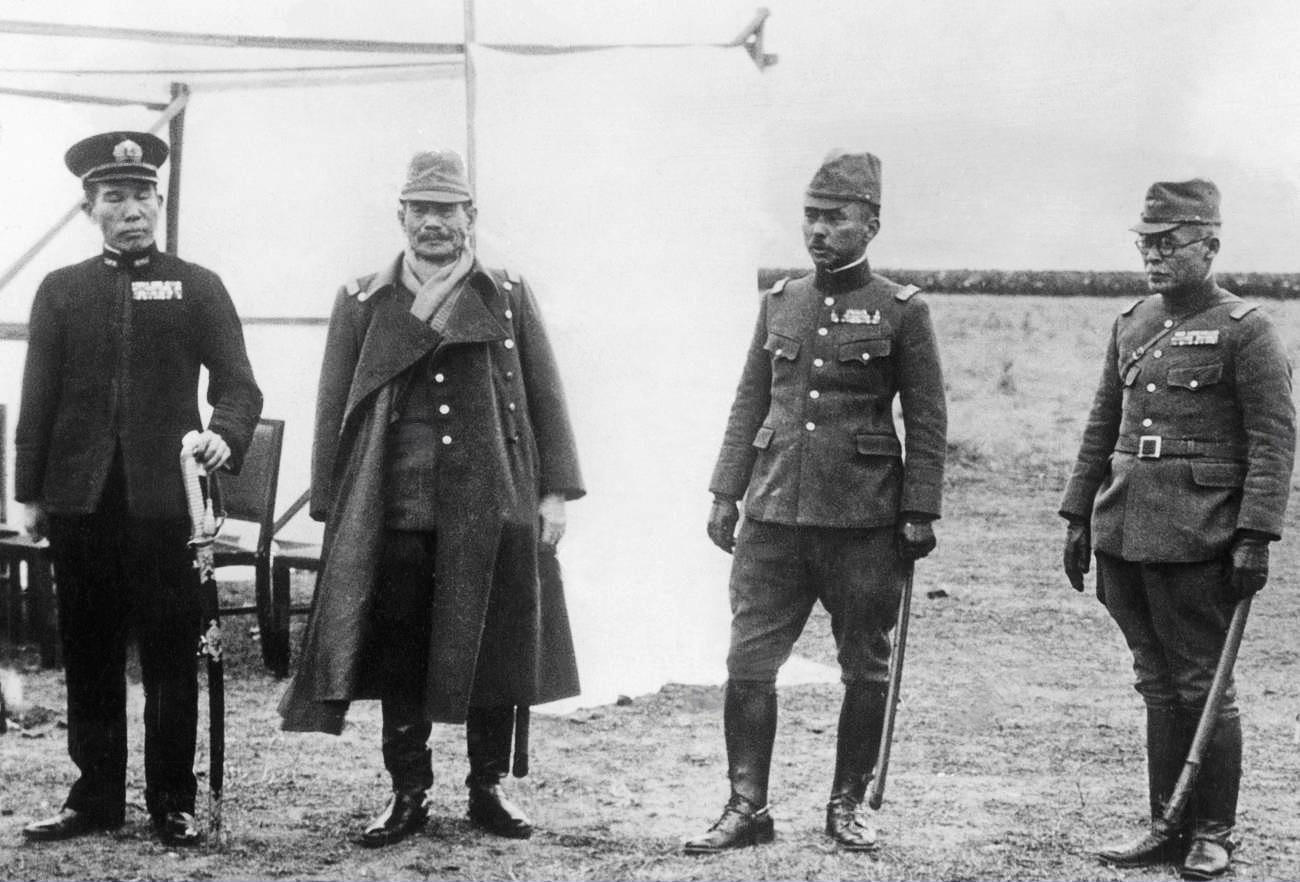
A japán katonai vezetők: Hasegawa Kiyoshi (admirális), Macui Ivane, Yasuhiko Asaka herceg és Heisuke Yanagawa a nankingi repülőtéren a háborús halottak emlékére rendezett megemlékezésen 1937. december 13-án.

Nanking elfoglalása a japánok számára gyorsabb és kevesebb áldozattal járó győzelmet hozott, mint amire számítottak. Macui Ivane naplója szerint a japán veszteségek a csata közvetlen szakaszában 1953 halottat és 4994 sebesültet tettek ki, ami a japán hadigépezet hatékonyságát tükrözi. Ám a modern kutatások – például Benjamin Lai részletes elemzései – árnyalják ezt a képet: a teljes nankingi hadjárat öthetes időszaka alatt a japán császári hadsereg veszteségei elérhették a 27 500 főt, ebből 18 000 a X. hadtest november 6. és december 17. közötti áldozata volt. A japán haditengerészet további 624 halottal és 876 sebesülttel járult hozzá az összesített számhoz, ami a kínai ellenállás szívósságát és a harcok intenzitását mutatja.
A kínai veszteségek nagyságrendekkel meghaladták a japánokét, ám pontos számok híján a történészek eltérő becslésekre támaszkodnak. Japán források szerint a hadjárat során akár 84 000 kínai katonát is megölhettek, míg egy korabeli kínai jelentés 20 000 fős veszteségről számolt be. Jamamoto Maszahiró japán történész arra figyelmeztet, hogy a japánok hajlamosak voltak felnagyítani az ellenség veszteségeit, míg a kínaiak inkább alábecsülték sajátjaikat, politikai és morális okokból. Ikuhiko Hata 50 000-re, Jay Taylor pedig 70 000-re teszi a kínai halottak számát, utóbbi kiemelve, hogy az arányok meghaladták a sanghaji ütközet veszteségeit. Sun Zhaiwei kínai történész óvatosabb, 6000–10 000 közötti harci veszteséget valószínűsít, míg Tillman Durdin, a The New York Times tudósítója 33 000 halottról írt, ebből 20 000 hadifogoly törvénytelen kivégzésének áldozata volt.
A sebesült kínai katonák számát még nehezebb megbecsülni, de a sanghaji frontról érkező adatok alapján november végére napi 2000–3000 sérült érkezett Nankingba, ami a harcok brutalitását jelzi. A város egészségügyi rendszere összeomlott: a kórházak nem tudták ellátni a sebesülteket, és sokan – Jamamoto Maszahiró becslése szerint akár 9000-en – orvosi kezelés nélkül haltak meg. A csata utolsó napjaiban a kórházi személyzet heroikus erőfeszítésekkel próbálta evakuálni a sérülteket, de a legtöbben a japánok kezére kerültek, akik nem mutattak kegyelmet: a sebesülteket gyakran kivégezték, sokakat kórházi ágyaikban gyilkoltak meg.
| Veszteségek                  | Japán hadsereg | Kínai hadsereg               |
| ---------------------------- | -------------- | ---------------------------- |
| Halottak (Macui naplója)     | 1 953          | Nincs pontos adat            |
| Sebesültek (Macui naplója)   | 4 994          | Nincs pontos adat            |
| Teljes veszteségek (becslés) | 27 500         | 20 000–84 000 halott         |
| Sebesültek                   | 26 000         | Becslés szerint nagyon magas |

## A nankingi mészárlás
A nankingi csata hivatalosan 1937. december 12–13-án ért véget, amikor a japán hadsereg elfoglalta a város kapuit és behatolt a központba. A győzelem azonban nem jelentette a harcok végét: a japánok napokon át folytatták a város „megtisztítását”, felszámolva a kínai erők megmaradt ellenállási gócait. Nankingtól északra, a Mufushan körzetben a japán Yamada-különítmény december 14-én viszonylag csekély vérontással vette be a területet, ám a város környékén szétszórt ellenállási zsebek – különösen a Zijin-hegy és a Jangce partvidéke mentén – még napokig kitartottak, elkeseredett harcot vívva a túlerő ellen.
A kínai védők a hónapokig tartó harcok során keserű tapasztalatokra tettek szert: a japánok nem kegyelmeztek a foglyoknak, így a megadás helyett sokan a menekülést választották. A Kuangtung hadsereg egyes egységei részletes terveket dolgoztak ki a városból való kijutásra, és több száz,乃至 ezer katona sikeresen áttörte a japán vonalakat, gyakran a Jangce folyón átkelve. Ám a legtöbben, akik nem értesültek ezekről a tervekről, vagy nem tudtak csatlakozni a menekülőkhöz, csapdába estek. A japánok eközben szisztematikusan átkutatták Nankingot, gyakran behatolva a biztonsági zónába, amelyet külföldi misszionáriusok és diplomaták hoztak létre a civilek védelmére. A civileket sem kímélték: a japán katonák olyan jeleket kerestek, mint a fegyverviselés nyomai a vállakon, de sokszor önkényesen ítéltek, így ártatlan riksahúzók, asztalosok, tűzoltók és a Vörös Horogkereszt Társaság tagjai is áldozatul estek.
A foglyok tömeges kivégzései a nankingi mészárlás részeként váltak hírhedtté. A japán egységek géppuskákkal, szuronyokkal, sőt barbarikus módszerekkel – élve égetéssel, lefejezéssel vagy benzinnel locsolással – végeztek az elfogottakkal, gyakran a Jangce partján, hogy a holttesteket a folyóba dobhassák. A mészárlás híre gyorsan elterjedt a nankingi külföldi közösség – például George Fitch, az YMCA helyi vezetője – és az újságírók révén, akik megdöbbenve számoltak be a japán brutalitásról, amely a modern történelem egyik legsötétebb epizódjává vált.

## Következmények

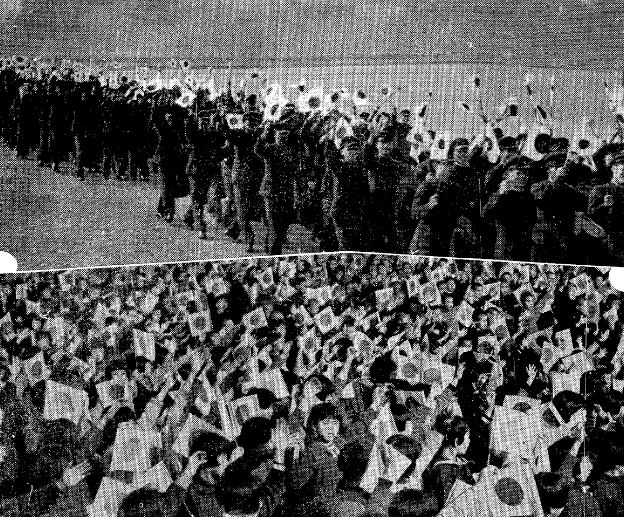
Ünnepségek Japánban Nanking elestét követően

A japán hadvezetés a kínai ellenállásra válaszul maximális szigort rendelt el: hadifoglyokat nem ejtettek, a civileket pedig gyanú esetén azonnal likvidálták. A 10. hadsereg, Heisuke Yanagawa parancsnoksága alatt, a logisztikai terhek csökkentése érdekében nem vitt élelmet, hanem a helyi lakosság kifosztására támaszkodott, ami rablásokhoz, gyilkosságokhoz és erőszakhoz vezetett. A japán katonák büntetlenül fosztogattak, gyilkoltak és erőszakoskodtak, a nankingi mészárlás pedig a háború leghírhedtebb háborús bűntettévé vált, maradandó sebet ejtve a kínai–japán kapcsolatokon.
A japán győzelem ellenére a kínai kapituláció elmaradt. A Kuomintang katonai központját már októberben Vuhanba, a polgári kormányzatot pedig Csungkingba evakuálták, így a háború elhúzódott. Nanking elvesztése azonban súlyos csapást mért a kínai morálra, és a japánok kezére került város romjai a háború kegyetlenségének örök mementójává váltak.